# Ото Вилхелм (Бургундия)
Ото Вилхелм или Ото-Гийом (Otto Wilhelm, на френски: Otte-Guillaume; * 958; † 21 септември 1026) от Дом Бургундия-Ивреа, е граф на Бургундия (995 – 1026).

## Живот
Той е син на Адалберт II († 30 април 971), който е маркграф на Ивреа и 950 – 961 г. съ-крал на Италия с баща му крал Беренгар II, и на Герберга от Макон († 11 декември 986/991), наследничка на Графство Макон.
Майка му се омъжва през 973 г. за Хайнрих Велики (херцог на Бургундия), който осиновява Ото и го прави свой наследник. През 982 г. Ото получава графствата Макон и Невер, през 995 г. Графство Бургундия (Франш Конте) и след смъртта на Хайнрих на 15 октомври 1002 г. е претендент за титлата на херцог на Бургундия. Хайнрих при смъртта си има една дъщеря на 4 г.
Френският крал Робер II, племенник на Хайнрих, взема херцогството през 1004 г. за себе си и за Ото остава само свободното Графство Бургундия, което принадлежи към Свещената Римска империя.

## Фамилия
Първи брак: през 982 г. с Ерментруда от Roucy († 5 март 1002/1005), вдовица на граф Обри II от Макон (Дом Макон) и дъщеря на граф Райналд от Roucy (Дом Roucy); те имат децата:
- Гуидо I, (* 975 † 1004), 997 граф на Макон; ∞ 991 Aelis от Макон, дъщеря на граф Liétald II от Макон
- Матилда, (* 975, † 1005), ∞ 989 Ландри, граф на Невер († 1028)
- Герберга, (* 985, † 1020/1023); ∞ 1002 Вилхелм II от Прованс († 1018)
- Райналд I (Renaud I), (* 990, † 3/4 септември 1057), 1026 граф на Бургундия; ∞ пр. 1 септември 1016 Аделеиде (Юдит) от Нормандия († 1037), дъщеря на граф Рихард II
- Агнес, (* 995, † 10 ноември 1068 духовничка); ∞ I 1019 Вилхелм V, херцог на Аквитания († 1030); ∞ II 1 януари 1032, разведена 1049/1052, Готфрид II Мартел, граф на Анжу († 1060)
- Бено, архидякон в Лангрес

Втори брак: през 1016 г. с Аделхайд Анжуйска (или Аделаида, или Бланш) от Анжу († 1026), дъщеря на граф Фулко II, вдовица на граф Стефан (Étienne) от Gévaudan, разведена съпруга на Луи V, крал на Франция, и отново вдовица на Вилхелм I, маркграф на Прованс и граф на Арл.; бракът е бездетен.